# Cristian Gutiérrez
Cristian Gutiérrez Vizcaino (Marbella, 30 novembre 2000) è un calciatore spagnolo, difensore del Las Palmas.

## Caratteristiche tecniche
Gioca come terzino sinistro.

## Carriera
Gutiérrez ha trascorso il suo periodo giovanile con Vázquez Cultural, Peña Los Compadres, Pablo Picasso (dove ha giocato alcuni incontri nei campionati regionali andalusi) e Marbella FC, con cui ha debuttato in Segunda División B nella stagione 2017-2018.
Il 28 giugno 2018 ha firmato con il Granada che lo ha assegnato alla formazione Juvenil A. Il 27 giugno dell'anno successivo ha rinnovato il contratto ed è stato mandato alla squadra satellite dell'Huétor Vega in Tercera División. Il 4 giugno 2020 ha rinnovato ulteriormente il contratto fino al 2022 ed è stato mandato in prestito all'Atzeneta. Rientrato a Granada, ha trascorso una stagione con la squadra B dove ha disputato 28 incontri.
Il 13 giugno 2022 è stato acquistato dal Malaga che lo ha assegnato alla propria seconda squadra in Tercera Federación. Il 12 ottobre ha giocato il suo primo incontro professionistico debuttando in prima squadra nel secondo tempo dell'incontro di Segunda División perso 1-0 contro il Leganés. Quattro giorni dopo ha trovato anche il suo primo gol nel successo per 3-2 sul Lugo ed il 1º marzo 2023 ha rinnovato il contratto fino al 2026.
Il 7 agosto 2023, in seguito alla retrocessione del Málaga in Primera Federación, ha firmato un contratto quadriennale con l'Eibar.

## Statistiche

### Presenze e reti nei club
Statistiche aggiornate al 4 febbraio 2024.
| Stagione        | Squadra         | Campionato      | Campionato | Campionato | Coppe nazionali | Coppe nazionali | Coppe nazionali | Coppe continentali | Coppe continentali | Coppe continentali | Altre coppe | Altre coppe | Altre coppe | Totale | Totale | Totale |
| Stagione        | Squadra         | Comp            | Pres       | Reti       | Comp            | Pres            | Reti            | Comp               | Pres               | Reti               | Comp        | Pres        | Reti        | Pres   | Reti   |        |
| --------------- | --------------- | --------------- | ---------- | ---------- | --------------- | --------------- | --------------- | ------------------ | ------------------ | ------------------ | ----------- | ----------- | ----------- | ------ | ------ | ------ |
| 2017-2018       | Marbella FC     | SDB             | 3          | 0          | CR              | 0               | 0               |                    | -                  | -                  |             | -           | -           | 3      | 0      |        |
| 2018-2019       | Granada B       | SDB             | 0          | 0          |                 | -               | -               |                    | -                  | -                  |             | -           | -           | 0      | 0      |        |
| 2019-2020       | Huétor Vega     | TD              | 26         | 4          |                 | -               | -               |                    | -                  | -                  |             | -           | -           | 26     | 4      |        |
| 2020-2021       | Atzeneta        | SDB             | 20         | 3          | CR              | 0               | 0               |                    | -                  | -                  |             | -           | -           | 20     | 3      |        |
| 2021-2022       | Granada B       | SDR             | 28         | 0          |                 | -               | -               |                    | -                  | -                  |             | -           | -           | 28     | 0      |        |
| 2022-2023       | Malaga B        | TF              | 6          | 0          |                 | -               | -               |                    | -                  | -                  |             | -           | -           | 6      | 0      |        |
| 2022-2023       | Malaga          | SD              | 26         | 2          | CR              | 1               | 0               |                    | -                  | -                  |             | -           | -           | 27     | 2      |        |
| 2023-2024       | Eibar           | SD              | 21         | 0          | CR              | 2               | 0               |                    | -                  | -                  |             | -           | -           | 23     | 0      |        |
| Totale carriera | Totale carriera | Totale carriera | 130        | 9          |                 | 3               | 0               |                    | -                  | -                  |             | -           | -           | 133    | 9      |        |